# Mannesmannröhren-Werke AG
Mannesmannröhren-Werke AG, tidigare del av Mannesmann (Mannesmann Atecs) som numera ingår i Salzgitter AG.
Mannesmannröhren-Werke AG:s tillverkning hör till den ursprungliga verksamheten i Mannesmann. Mannesmannkoncernen splittrades i samband med att Vodafone tog över koncernen 2000. Delar av Mannesmann Atecs togs över av ett konsortium kontrollerat av Siemens AG och Bosch. Dessa delade i sin tur upp de enskilda bolagen mellan sig. Bolagen sålde eller delades upp, bl.a. Mannesmannröhren-Werke AG som blev en del av Salzgitter AG.
1. ↑  Pressemappe 20. Jahrhundert, mapp-ID på Pressemappe 20. Jahrhundert: co/044393co/010690, läst: 5 oktober 2019.[källa från Wikidata]